# Jungfernheide

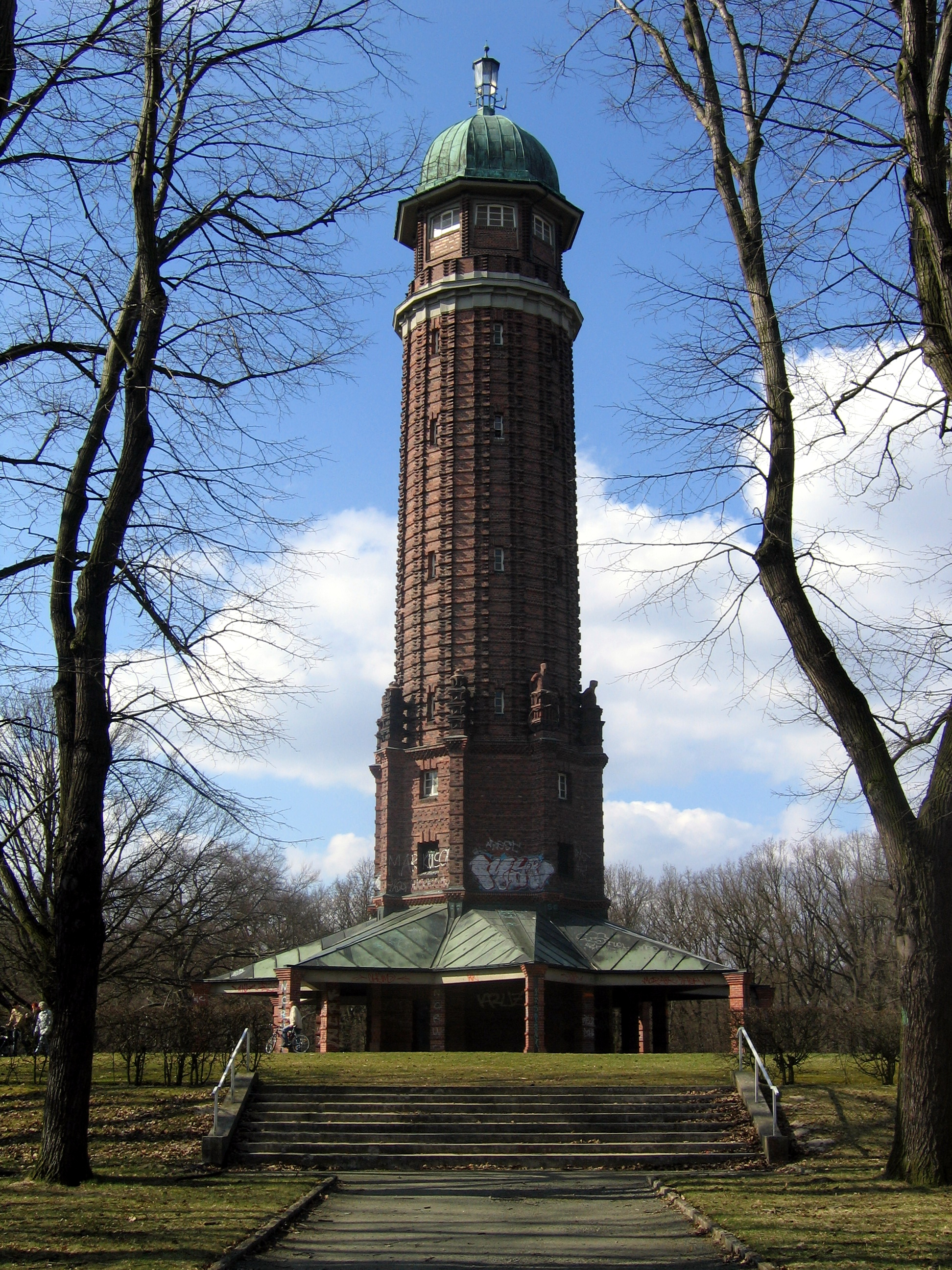
Vattentornet i Jungfernheide.

Jungfernheide är ett skogsområde i stadsdelen Charlottenburg-Nord i nordvästra Berlin. Området var fram till 1800-talet kungliga jaktmarker och blev sedermera militärt övningsområde. På 1920-talet gjordes området om till stadspark. Delar av området förstördes under andra världskriget och efter kriget bebyggdes delar av parken, bland annat genom anläggandet av motorvägen A111, medan andra delar av parken har återställts till mellankrigstidens skick.